# Philipp Abraham Kohnstamm

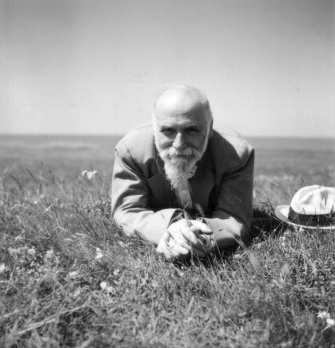
Philip Kohnstamm

Philipp Abraham Kohnstamm, später Philip Kohnstamm, (* 17. Juni 1875 in Bonn; † 31. Dezember 1951 in Ermelo) war ein niederländischer Physiker, Philosoph und Pädagoge.

## Leben
Kohnstamm war ursprünglich Physiker, bekannt ist er aber als einer der führenden wissenschaftlichen Pädagogen der Niederlande und er hatte einen der ersten Lehrstühle für Pädagogik in den Niederlanden. Er war ursprünglich Deutscher, studierte ab 1893 Naturwissenschaften in Amsterdam, wurde 1899 niederländischer Staatsbürger und wurde 1901 bei Johannes Diderik van der Waals in Physik promoviert. Er war auch theologisch interessiert und wechselte 1917 vom jüdischen zum christlichen Glauben. Kohnstamm lehrte Naturphilosophie und Logik, dann Thermodynamik (1908) und schließlich Pädagogik, zuerst 1932 in Utrecht, dann ab 1938 auch an der Universität Amsterdam, wo er schon 1919 ein Seminar für Pädagogik an der Universität gründete.
Nach dem Zweiten Weltkrieg stand er dem Pädagogik-Komitee der niederländischen Arbeiterpartei vor, die er mit anderen während seiner Inhaftierung in der Zeit der deutschen Besatzung gründete. Er setzte sich für christliche Erziehung, Erwachsenenbildung und Berufsausbildung für Mädchen ein.
Er veröffentlichte viele Bücher über Pädagogik und auch einen Artikel im Handbuch der Physik (Thermodynamik der Gemische, 1927).
Er war der Bruder von Dinah Kohnstamm und Vater von Max Kohnstamm.